# Arquivo Público de Mato Grosso
Superintendência de Arquivo Público de Mato Grosso, ou mais conhecida apenas como Arquivo Público de Mato Grosso, instituição arquivística do Poder Executivo do Estado de Mato Grosso, com o objetivo de armazenar, divulgar e preservar documentos produzidos pelo Poder Executivo do estado.
Fundada em 1896, intitulava-se Instituição Arquivo Público, mas a mesma teve seu nome alterado algumas vezes ao longo dos anos. Em 1931, quando o Decreto n° 113 anexou o Arquivo à Biblioteca Pública, este passou a se chamar Biblioteca e Arquivo Público, vinculado à Secretaria de Educação, Cultura e Saúde. Em 1972, com a criação da Secretaria de Estado de Administração, desvinculou-se da anterior e teve seu título alterado novamente para Departamento de Documentação e Arquivo. Em 1979, finalmente ganhou o que seria seu nome mais conhecido, “Arquivo Público de Mato Grosso”, mas este fora alterado mais uma vez em 2002 para o que perdura até os dias de hoje, Superintendência de Arquivo Público.

## O Acervo
Contendo todo tipo de documentação oficial do Governo desde a criação da Capitania de Mato Grosso, o acervo da Superintendência consta com inúmeros documentos datados desde o século XVIII até o atual (XXI), em sua maioria disponíveis para consulta.

### Acervo Documental

#### Período Colonial
Os documentos relativos ao Período Colonial encontram-se arranjados segundo as Normas Brasileiras de Descrições Arquivísticas (NOBRADE), contendo Manuscritos Avulsos datados de 1713 à 1823, organizados em 16 fundos e 01 Coleção:
1. Fundo Secretaria de Governo (1713 – 1822);
2. Fundo Quartel Militar (1713 – 1822);
3. Fundo Forte Nossa Senhora da Conceição (1713 – 1822);
4. Fundo Real Forte Príncipe da Beira (1713 – 1822);
5. Fundo Forte de Coimbra (1713 – 1822);
6. Fundo Presídio de Miranda (1713 – 1822);
7. Fundo Câmara da Vila Real do Senhor Bom Jesus de Cuiabá (1713 – 1822);
8. Fundo Câmara de Vila Bela (1713 – 1822);
9. Fundo Câmara da Vila de Nossa Senhora da Conceição do Alto Paraguai e Diamantino (1713 – 1822);
10. Fundo Igreja e Capelas  (1760 – 1816);
11. Fundo Santa Casa de Misericórdia  (1817 – 1819);
12. Fundo Hospital São João dos Lázaros (1815 – 1819);
13. Fundo Documentos Avulsos da Capitania de Mato Grosso (1759 – 1822);
14. Fundo Ouvidoria (1737 – 1822);
15. Fundo Provedoria da Real Fazenda e Intendência do Ouro (1738 – 1814);
16. Fundo Juizado e Provedoria dos Órfãos, Defuntos, Ausentes, Resíduos e Capela (1750 – 1822);
17. Coleção Sesmarias  (1763 – 1824).

Além disso, o acervo deste período também consta com um total de 71 Livros de Registro da Capitania de Mato Grosso (1748 à 1822) e com os volumes originais dos Annaes do Senado da Câmara do Cuyabá, de 1719 à 1830.

#### Período Imperial
- Manuscritos  – 1823 - 1889. aproximadamente 228,8 metros lineares. Documentos pré-arranjados, para serem trabalhados segundo a NOBRADE;
- Livros da Secretaria de Governo da Província de Mato Grosso – 1823 à 1890 – Total de 410 livros;
- Relatórios, falas e mensagens presidenciais e governamentais – a partir de 1835;
- Livros da Coletoria;
- Fundo Tribunal da Relação – a partir de 1828;
- Livros dos Registros de Avisos Imperiais;
- Inventários e Heranças.

#### Período Republicano
- Documentos manuscritos e impressos da Secretaria Geral do Estado, Secretaria de Justiça, SEPLAN, Secretaria de Educação e Cultura, entre outros órgãos. Aproximadamente 587,2 metros lineares;
- Relatórios, falas e mensagens presidenciais e governamentais (1835 – 2000);
- Processos Eleitorais (1890 – 1940);
- Documentos provenientes do Instituto de Terras do Estado de Mato Grosso, INTERMAT (acumulado da antiga Repartição de Terras, Minas e Colonização): em suporte de papel (1875 – 1959);
- Diretoria Geral da Instrução Pública de Mato-Grosso;
- Usina da Ressaca (1901 – 1965).

#### Acervo Cartorial
- Cartório do 1.º Ofício: Remessa antiga (1821 – 1975); Remessa nova (1907 – 1985); Segredo de Justiça (1902 - 1989);
- Cartório do 2.º Ofício: Documentação Cível (1821 - 1973);
- Cartório do 5.º Ofício: Documentação Cível – Inventário (1778 – 1942); Tutela (1910 – 1915);
- Cartório do 6.º Ofício: Documental Cível e criminal (1831 – 1979).[3]

### AcervoMicrofilme

#### Jornais
- O Brasil (1902 – 1904, 1907 – 1910) = 01 ROLO;
- Correio do Estado (1909 – 1912) = 01 ROLO;
- A Cruz (1910 – 1969) = 13 ROLOS;
- O Debate (1911 – 1915) = 05 ROLOS;
- O Iniciador (1879 – 1886) = 02 ROLOS;
- O Matto-Grosso (1890 – 1937) = 06 ROLOS;
- O Republicano (1895 – 1899) = 01 ROLO;
- O Republicano (1916 – 1918, 1920, 1925 – 1926, 1950) = 01 ROLO;
- Tribuna (1925 – 1949) = 02 ROLOS;
- A Provincia de Matto Grosso (1879 – 1889) = 01 ROLO.

#### Jornais diversos
- 1º  ROLO Período: 1847 – 1900;
- 2º  ROLO Período: 1857 – 1869;
- 3º  ROLO Período: 1877 – 1884;
- 5º  ROLO Período: 1884 – 1885;
- 6º  ROLO Período: 1887 – 1889;
- 7º  ROLO Período: 1893 – 1904;
- 8º  ROLO Período: 1905 – 1918;
- 9º  ROLO Período: 1910 – 1926;
- 10° ROLO Período: 1920 – 1923;
- 11º ROLO Período: 1923 – 1925;
- 12º ROLO Período: 1924 – 1929;
- 13º ROLO Período: 1926 – 1966;
- 14º ROLO Período: 1927 – 1929.

Relatórios de Presidentes e Governadores de Mato Grosso – 1835 à 1940 = 14 ROLOS;
Mensagens de Governo – 1973 à 1989 = 04 ROLOS;
Avisos Imperiais = 15 ROLOS;
Livros do BEMAT = 14 ROLOS;
Cartórios do 1º, 2º e 5° Ofícios = 161 ROLOS;
Coletoria de Cuiabá = 21 ROLOS;
Correspondências = 58 ROLOS;
Gazeta Oficial e Diário Oficial = 140 ROLOS;
Governadoria = 05 ROLOS;
Inventários e Heranças = 11 ROLOS.

### Acervo Fotográfico
O acervo fotográfico, assim como o acervo documental, também se encontra dividido em fundos, estes organizados de acordo com o órgão, entidade ou pessoa que produziu e/ou acumulou os respectivos documentos iconográficos. Este acervo consta com um total de 08 fundos, com mais de 250.000 itens.
- Fotografias: 40.847 itens.
- Negativos: 238.558 itens.
- Diapositivos: 152 itens.

#### Fundos
I.     Fundo da Secretaria de Comunicação Social (SECOM-MT): Negativos (negativos de acetato coloridos e em P&B): 238.207;
       Diapositivos: 152 Fotografias (variados suportes comuns às décadas de 1970, 1980 e 1990, coloridos e P&B): 36.911;
II.    Sem fundo/Coleção (proveniência desconhecida): Fotografias (suportes desde albumens a gelatina e prata, em P&B e colorizados): 496;
III.   Fundo Arquivo Público de Mato Grosso: Fotografias (variados suportes, coloridos e P&B): 306;
IV.   Fundo Jair Rodrigues de Carvalho: Negativos (acetato coloridos): 351;
       Fotografias (papel com revelação química): 351;
V.    Adelaide de Almeida Orro: Fotografias (variados suportes, coloridas e em P&B): 207;
VI.   Antônio de Pádua Santos: Fotografias (gelatina e prata P&B): 6;
VII.  Antonieta Ries Coelho: Fotografias (impressão sobre papel couchet P&B): 5;
VIII. Ivo de Almeida Campos: Fotografias (gelatina e prata P&B): 2.

## Biblioteca
Promovendo e auxiliando pesquisadores das mais diversas áreas, desde historiadores a arquitetos, jornalistas e mais, a Biblioteca de Apoio tem como principal função armazenar e agrupar uma grande quantidade de informações bibliográficas referentes à história de Mato Grosso e deixá-las disponíveis para qualquer um que deseje acesso. O acervo consta com obras das mais diversas referentes ao Estado, desde literatura até publicações oficiais do governo, e por esse mesmo motivo, a biblioteca de apoio do Arquivo Público é caracterizada como Biblioteca de Apoio Especializada em História do Mato Grosso e difere-se das demais.

### Hemeroteca
Na hemeroteca do Arquivo Público de Mato Grosso encontram-se revistas e jornais diversos, além de Diários 

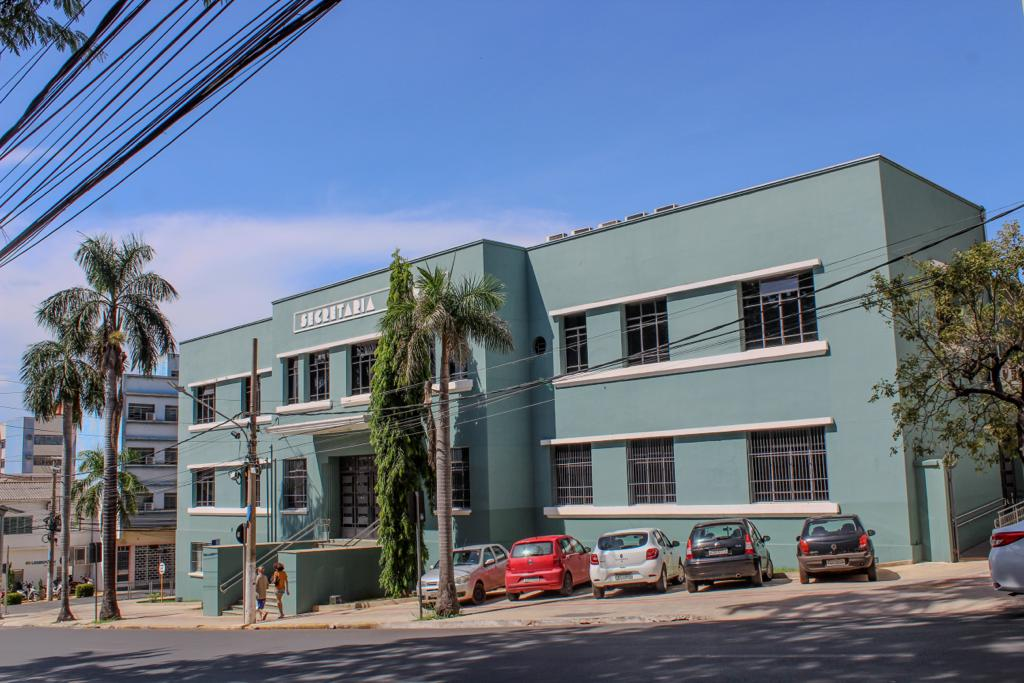
Visão geral-Arquivo Publico

Oficiais, Diários da Justiça e também a Coleção de Leis do Brasil, estabelecida entre os anos de 1823 e 1916.
Seu conteúdo é majoritariamente de Cuiabá, entretanto, existem também jornais pertencentes ao Mato Grosso do Sul, devido à antiga divisão do estado que só veio a ser repartido em 1977, além de alguns exemplares de outros estados.

#### Revistas
- A Violeta;
- Revista Commercial de Cuiabá;
- Revista do Instituto Histórico e Geográfico de Mato Grosso;
- Revista do Centro Mattogrossense de Letras;
- Revista da Academia Mato-grossense de Letras.

Além disso, também faz parte do acervo monografias, teses e dissertações doadas por pesquisadores que as utilizaram como fonte.

## AtoM
AtoM (Access to Memory) é um software aplicativo gratuito que contém um código-fonte, para gerenciar descrições arquivísticas. Além disso é um projeto colaborativo que está dentro das normas do Conselho Internacional de Arquivos (ICA). 
Desse modo, a Superintendência de Arquivo Público de Mato Grosso contém uma parte do acervo digitalizado e disponível para a comunidade externa, para facilitar o acesso a esses documentos. Ademais, durante a pandemia do Covid-19, o AtoM foi de suma importância para pesquisadores, visto que não poderiam ter de forma física esses documentos.
Sobretudo, o acervo não está ainda todo digitalizado. No entanto, o processo de indexação dos documentos ocorre efetivamente, haja visto que é um acervo muito vasto.

## Jornal de "Hontem"
Com o intuito de aproximar o público a Superintendência de Arquivo Público, foi criado o Jornal de "Hontem", que tem como objetivo alcançar mais ainda o público aos arquivos, pois a compreensão da função social de um arquivo é pouca. Além disso o "h" no "ontem" é uma alusão à grafia, visto que na língua portuguesa a consoante era usada e no Brasil foi até em 1943, abolida após Formulário Ortográfico de 1943. Ademais, esse projeto é criado para ligar o atual com outrora, contendo:
Junho 2015: CARESTIA E CUSTO DE VIDA EM CUIABÁ
Julho 2015: CUIABÁ DE AÇÚCAR, PAIXÃO POLÍTICA E SANGUE
Agosto 2015: HIROSHIMA E NAGASAKI
Setembro 2015: EDUCAÇÃO RELIGIOSA VERSUS EDUCAÇÃO LEIGA
Outubro 2015: BANQUETE PARA CEM TALHERES
Novembro 2015: ONDE A ARENA VAI MAL, MAIS UM TIME NO NACIONAL, ONDE VAI BEM, UM TIME TAMBÉM
Dezembro 2015: E ELA CHEGOU!
Janeiro 2016: A CORRIDA ESPACIAL NO CONTEXTO DA GUERRA FRIA
Fevereiro 2016: A GUERRA CHEGA AO BRASIL
Março 2016: “A VIOLETA: FEMINISMO E LITERATURA NO UNIVERSO DA MULHER MATO-GROSSENSE”
Abril 2016: DIRETAS JÁ!
Maio 2016: A CONSOLIDAÇÃO DAS LEIS TRABALHISTAS
Junho 2016: O DIA “D”
Julho 2016: SOB OS ESCOMBROS DE 1930: REVOLUÇÃO CONSTITUCIONALISTA DE 1932
Agosto 2016: A QUESTÃO AGRÁRIA NA NOVA REPÚBLICA  
Setembro 2016: AS COMEMORAÇÕES DO PRIMEIRO CENTENÁRIO DE INDEPENDÊNCIA DO BRASIL EM MATO GROSSO
Outubro 2016: A CONSTITUIÇÃO CIDADÃ
Novembro 2016: GOLPE E CONTRAGOLPE
Dezembro 2016: MATO GROSSO E MATO GROSSO DO SUL: A EXPECTATIVA PELA DIVISÃO TERITORIAL
Janeiro 2017: A PRIMEIRA PONTE SOBRE O RIO CUIABÁ
Fevereiro 2017: O CARNAVAL DOS 250 ANOS DE CUIABÁ
Março 2017: AS ÁGUAS DE MARÇO DE 1974
Abril 2017: VILA REAL DO SENHOR BOM JESUS DO CUIABÁ
Maio 2017: O MÍNIMO PARA O SUSTENTO BÁSICO DA FAMÍLIA DO OPERÁRIO
Junho 2017: OS 25 ANOS DA CÚPULA DA TERRA: A ECO 92
Julho 2017: A ATUAÇÃO DA FORÇA EXPEDICIONÁRIA BRASILEIRA NA 2ª GUERRA MUNDIAL
Agosto 2017: CRISES E REFORMAS: O NEOLIBERALISMO EM AÇÃO NO BRASIL
Setembro 2017: O PRIMEIRO TRECHO DA RODOVIA TRANSAMAZÔNICA
Outubro 2017: OS QUARENTA ANOS DA LEI DA DIVISÃO DO ESTADO DE MATO GROSSO
Novembro 2017: A INAUGURAÇÃO DA ITAIPU BINACIONAL

## Contatos
1 - Superintendência de Arquivo Público - (65) 3613-1800
2 - Coordenadoria de Gestão de Documentos - (65) 3613-1819
2.1 - Gerência de Gestão de Protocolo e Arquivo - (65) 3613-1818
2.2 - Gerência de Disseminação da Política de Gestão de Documentos - (65) 3613-1806
3 - Coordenadoria de Preservação, de Difusão e Apoio à Pesquisa - (65) 3613-1813
3.1 - Gerência de Atendimento - (65) 3613-1808/1810
3.2 - Gerência de Preservação - (65) 3613-1815
Considerando a Portaria Nº 030/2019/SEPLAG, publicada no Diário Oficial de 05 de abril de 2019,
página 12, que dispõe sobre o horário de expediente:
- O horário de atendimento ao público é das 08h às 12h e das 13h às 17h;
- O atendimento nas salas de consultas é realizado a partir das 8h;
- A solicitação de material para consulta será atendida até às 16:30h.

Visitas, previamente agendadas, das 14:00h até às 16:00h.
Confirmações, dúvidas e agendamentos pelo E-mail: arquivopublico@seplag.mt.gov.br